# غينيا الجديدة الهولندية

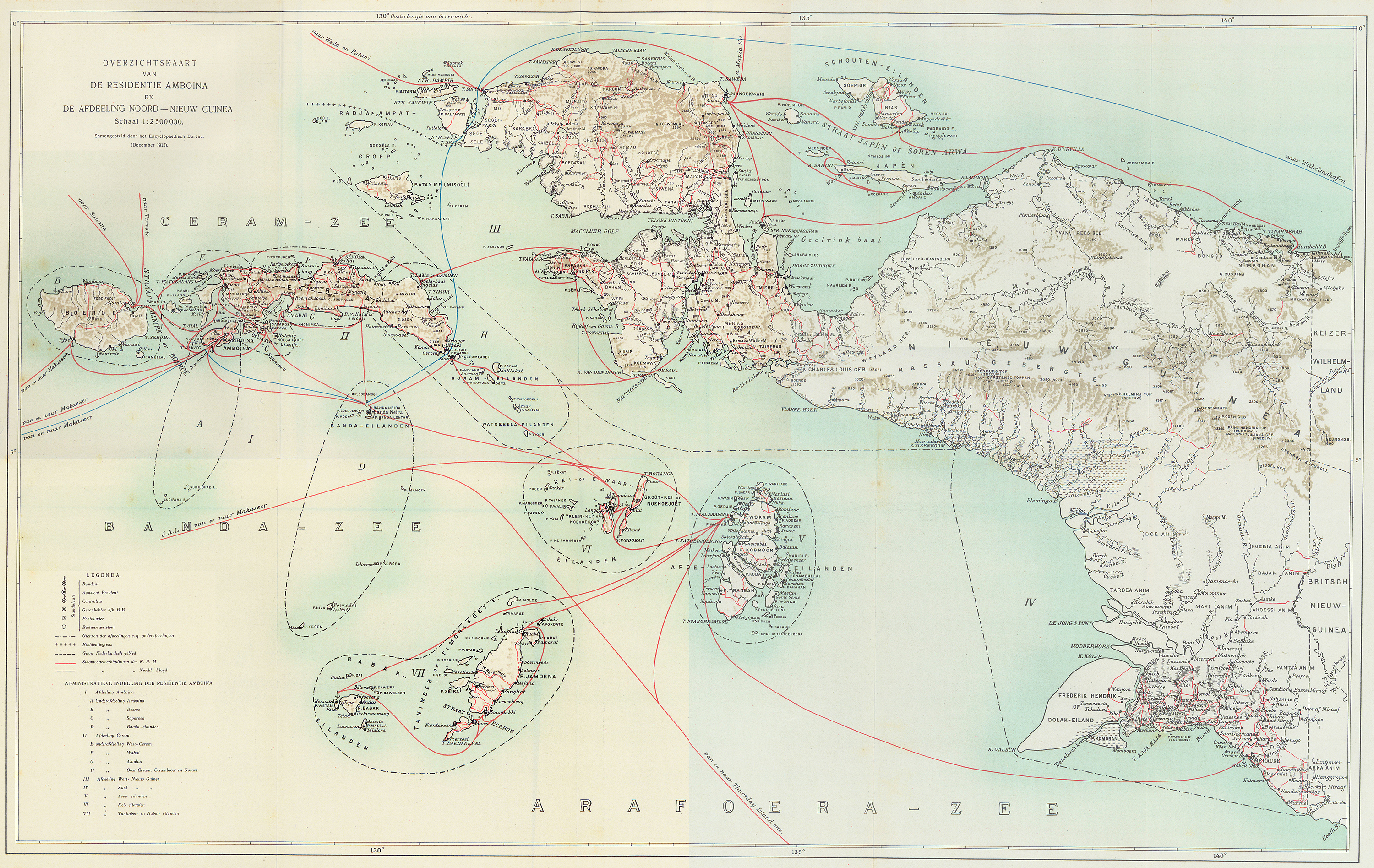
اتصالات البواخر في غينيا الجديدة الهولندية في 1915.

غينيا الجديدة الهولندية (بالهولندية: Nederlands-Nieuw-Guinea) تشير إلى منطقة بابوا الغربية في حين أنه كان يشير إلى أراضي ما وراء البحار من مملكة الأراضي المنخفضة من 1949 إلى 1962. وحتى 1949 كانت جزءاً من الهند الشرقية الهولندية. والمعروفة باسم غينيا الجديدة الهولندية. أنها تحتوي على ما هي الآن إندونيسيا اثنين من أقصى شرق المحافظات، بابوا (إندونيسيا) وبابوا الغربية (تدار تحت حكومة موحدة قبل عام 2003 تحت اسم إيريان جايا).

## ما قبل الحرب العالمية الثانية
قبل عام 1898، عاش سكان بابوا في بيئات عشائرية وقبلية منعزلة وتنافسية ومستقلة. ومع ذلك، في عام 1898، جاء الهولنديون وأقاموا وجودهم هناك. استندت مطالبتهم، التي قُدمت في عام 1848، إلى مطالبة سلطنة تيرناتي ببابوا بناءً على علاقة التبعية التي جمعت تيرناتي مع المنطقة. قام الهولنديون أولًا بتقسيم بابوا إلى قسمين إداريين: قسم شمال غينيا الجديدة (مانوكواري) وقسم غرب وجنوب غينيا الجديدة (فاكفاك)، وكان كلاهما بقيادة مراقبين تحت إدارة مقاطعة تيرناتي. أدار المراقبون هذه الأقسام الإدارية بدلًا من المساعدين المقيمين المعتادين، نظرًا للطبيعة الحديثة للمنطقة المستعمرة. حددت الحكومة الاستعمارية «رأس الرجاء الصالح» أو «جامور سيبا» (يامورسبا) كحدود فاصلة بين القسمين الإداريين.
في عام 1901، وللحد من ممارسات قطع الرؤوس التي قام بها شعب أوجيريس، وبهدف تعزيز السيطرة الاستعمارية، تم تقسيم منطقة القسم الإداري لغرب وجنوب غينيا الجديدة إلى قسمين إداريين: القسم الإداري لغرب غينيا الجديدة والقسم الإداري لجنوب غينيا الجديدة. شمل القسم الإداري لغرب غينيا الجديدة الجزء الممتد من رأس جامور سيبا إلى رأس ستينبوم والجزر المحيطة من غينيا الجديدة الهولندية، بما في ذلك مجموعة جزر راجا أمبات، تحت إشراف مراقب في فاكفاك. بينما شمل القسم الإداري لجنوب غينيا الجديدة الجزء الممتد من رأس ستينبوم إلى مصب نهر بينسباخ والجزر المحيطة من غينيا الجديدة الهولندية، تحت إدارة مساعد مقيم مع عاصمة يتم تحديدها لاحقًا. أصبحت ميروكي لاحقًا العاصمة، إذ تم تأسيسها في 12 فبراير من عام 1902 خصيصًا لهذا الغرض.
منذ تأسيس هذين القسمين الإداريين، بقيت منطقة غرب غينيا الجديدة جزءًا من مقاطعة تيرناتي حتى تم نقلها إلى مقاطعة أمبون في عام 1911. بينما تمتعت منطقة جنوب غينيا الجديدة باستقلالها حتى أُلحقت بمقاطعة أمبون في عام 1913. في عام 1920، تم دمج المناطق الثلاث ضمن مقاطعة غينيا الجديدة. ومع ذلك، لم يستمر الوضع طويلًا حتى قرر الحاكم العام في أغسطس عام 1923 دمج هذه الإدارة مع مقاطعة أمبون. تبع ذلك ضم مقاطعة تيرناتي أيضًا مع مقاطعة أمبون في عام 1922. تم تنفيذ عملية الدمج في 1 أبريل من عام 1924، بينما بقيت الأقسام الإدارية على حالها آنذاك.
في عام 1925، تمت ترقية وضع مقاطعة أمبوانا لتصبح حكومة جزر الملوك، التي قُسمت إلى مقاطعتين: مقاطعة أمبوانا ومقاطعة تيرناتي. تم ضم ستة أقسام فرعية من غينيا الجديدة (مانوكواري وسورونغ وجزر شوتين ومجموعة جاب وهولانديا وغرب غينيا الجديدة) تحت حكم مقاطعة تيرناتي، بينما كانت منطقة فرعية واحدة، وهي القسم الفرعي لجنوب غينيا الجديدة، تحت حكم مقاطعة أمبوانا. تم تخفيض مكانة الأقسام الإدارية الثلاثة في بابوا لتصبح أقسامًا فرعية، وقبل ذلك تم دمج مقاطعة غينيا الجديدة ضمن أمبون، وذلك بسبب انخفاض الدخل الإقليمي منذ حظر صيد طائر الفردوس في عام 1922.
في عام 1934، تم تخفيض مكانة حكومة جزر الملوك لتصبح مقاطعة جزر الملوك. كانت هذه المقاطعة تشرف على قسم تيرناتي وأمبون وتوال وشمالي وغربي غينيا الجديدة. تم وضع القسم الفرعي جنوب غينيا الجديدة والقسم الفرعي بوفين ديغول تحت قسم توال. تم أيضًا دمج قسم شمال غينيا الجديدة وقسم غرب غينيا الجديدة في قسم واحد يسمى قسم شمال وغرب غينيا الجديدة، والذي أشرف على خمسة أقسام فرعية هي مانوكواري وسورونغ وسيروي وهولانديا وفاك-فاك.
في عام 1936، أعادت الحكومة الاستعمارية الهولندية تقسيم الإقليم، إذ قسمت المقاطعة إلى قسمين رئيسيين، هما قسم شمال غينيا الجديدة الذي أشرف على خمسة أقسام فرعية (مانوكواري وسورونغ وفوغلكوب الوسطى وسيروي وهولانديا)؛ وقسم غرب وجنوب غينيا الجديدة الذي أشرف أيضًا على خمسة أقسام فرعية (فاك-فاك وإينانواتان وميميكا وبوفين ديغول وجنوب غينيا الجديدة).
في عام 1937، أُعيد وضع القسمين الفرعيين بوفين ديغول وجنوب غينيا الجديدة تحت إدارة قسم توال. ومن ثم تم فصل قسم غرب غينيا الجديدة عن قسم جنوب غينيا الجديدة. كان كل من قسم شمال غينيا الجديدة وقسم غرب غينيا الجديدة يشرفان على أربعة أقسام فرعية. أشرف قسم شمال غينيا الجديدة على فاك-فاك وفوغلكوب الوسطى وإينانواتان وميميكا، بينما أشرف قسم غرب غينيا الجديدة على مانوكواري وسورونغ وسيروي وهولانديا. ارتبطت عودة قسم غرب غينيا الجديدة إلى وضعه الإداري بالزيادة في أنشطة استكشاف النفط الخاصة التي قامت بها شركة نيدرلاندش نيو غينيا بتروليوم ماسخاباي (إن إن جي بي إم) في بابوا، والتي بدأت عملياتها في غينيا الجديدة في 23 أبريل عام 1935.
في عام 1938، تم إنشاء حكومة غروت أوست لتشمل جميع المقاطعات التابعة لجزر الهند الشرقية الهولندية الواقعة شرق جزيرتي جاوة وكاليمانتان.
في عام 1940، جرت عملية إعادة تنظيم أخرى إذ أصبح قسم شمال غينيا الجديدة يشرف على خمس وحدات فرعية وهي: مانوكواري وسورونغ وسيري وسارمي وهولانديا. بينما شمل قسم غرب غينيا الجديدة ثلاث وحدات فرعية، وهي: فاك-فاك وإينانواتان وميميكا. في حين تم وضع الوحدتين الفرعيتين بوفين ديغول وجنوب غينيا الجديدة تحت إدارة توال.
حتى ما بعد الحرب العالمية الثانية، عُدّ الجزء الغربي من جزيرة غينيا الجديدة جزءًا من محافظة الشرق الكبير (غروت أوست) التابعة لجزر الهند الشرقية الهولندية. ادعت هولندا السيادة على غينيا الجديدة ضمن مستعمرتها من خلال حمايتها لمقاطعة تيدور، وهي مقاطعة تقع على جزيرة غرب هالماهيرا في جزر الملوك. في معاهدة عام 1660، اعترفت شركة الهند الشرقية الهولندية (في أو سي) بسيادة سلطنة تيدور على شعب بابوا، سكان غينيا الجديدة. ربما كان هذا يشير إلى بعض جزر بابوا (راجا أمبات) القريبة من جزر الملوك وكذلك المناطق الساحلية مثل فاكفاك، من خلال علاقات أسرية مع الحكام المحليين، على الرغم من أن تيدور لم تمارس سيطرتها الفعلية على المناطق الداخلية والمرتفعات في غينيا الجديدة. في عام 1872، اعترفت تيدور بالسيادة الهولندية ومنحت المملكة الهولندية إذنًا بإنشاء إدارة داخل أراضيها كلما رغبت السلطات الهولندية في جزر الهند في ذلك. أتاح هذا لهولندا تبرير ادعائها بالسيادة على منطقة غينيا الجديدة.
حددت السلطات الهولندية خط الطول 141 كحد شرقي لإقليمها. في عام 1898، قررت حكومة جزر الهند الشرقية الهولندية إنشاء مراكز إدارية في فاكفاك ومانوكواري، تلتها ميروكي في عام 1902. تمثل السبب الرئيسي وراء هذا القرار في توسع المصالح البريطانية والألمانية في الشرق. أراد الهولنديون ضمان عدم قيام المملكة المتحدة وألمانيا بتحريك الحدود نحو الغرب، ما أدى إلى تقسيم جزيرة غينيا الجديدة.
في الواقع، بقي معظم جزيرة غينيا الجديدة خارج نطاق النفوذ الاستعماري. لم يكن يُعرف الكثير عن المناطق الداخلية للجزيرة؛ إذ ظلت مساحات شاسعة على الخرائط بيضاء، وكان عدد سكان الجزيرة مجهولًا. أجريت العديد من الاستكشافات إلى المناطق الداخلية منذ مطلع القرن العشرين. كان السكان الأصليون لغينيا الجديدة هم شعب بابوا، الذين كانوا يعيشون في قبائل ويعتمدون على الصيد وجمع الثمار.
كان النشاط الاقتصادي قبل الحرب العالمية الثانية محدودًا. اقتصر التداول التجاري على سكان المناطق الساحلية والجزر إلى حد ما، وكان معظمه مع جزر الملوك. تم تأسيس شركة تنمية في عام 1938 لتغيير الوضع، لكنها لم تكن فعالة بشكل كبير. لذلك، ظلت غينيا الجديدة حتى الحرب العالمية الثانية منطقة مهملة وغير ذات أهمية ضمن جزر الهند الشرقية الهولندية.